# Roß (Bergisch Gladbach)
Roß, auch das Rosser Gut genannt, war ein Bauerngut und Ortsteil in Bergisch Gladbach.

## Lage und Beschreibung
Roß (ma. am Roß) wurde bereits 1582 erwähnt. Es war lange Zeit das Bauerngut für die Pfarrer der Gladbacher Pfarrgemeinde. Es diente auch als Pastorat und zeitweise Schulhaus. Aus einer Zehntrolle ergibt sich, dass das Gut in der Mitte des 18. Jahrhunderts einen Grund von neun Morgen hatte und dem Gladbacher Fronhof zehntpflichtig war. Es stand bis ca. 1890.

## Geschichte
Aus Carl Friedrich von Wiebekings Charte des Herzogthums Berg 1789 geht hervor, dass Roß zu dieser Zeit Teil der Honschaft Gladbach im gleichnamigen Kirchspiel war.
Unter der französischen Verwaltung zwischen 1806 und 1813 wurde das Amt Porz aufgelöst und Roß wurde politisch der Mairie Gladbach im Kanton Bensberg zugeordnet. 1816 wandelten die Preußen die Mairie zur Bürgermeisterei Gladbach im Kreis Mülheim am Rhein. Mit der Rheinischen Städteordnung wurde Gladbach 1856 Stadt, die dann 1863 den Zusatz Bergisch bekam.
In der zweiten Hälfte des 19. Jahrhunderts wurde die Stadtmitte von Bergisch Gladbach den wachsenden Bedürfnissen angepasst. Der Bocker Bach, ein seinerzeitiger Zufluss der Strunde, wurde umwölbt. Eine neue Straße von Köln nach Wipperfürth wurde projektiert, ebenso sollte ein Marktplatz (der spätere Konrad-Adenauer-Platz) angelegt werden. Dies beschnitt alles das Rosser Gut.
| Jahr | Einwohner | Wohn- gebäude | Kategorie                                |
| ---- | --------- | ------------- | ---------------------------------------- |
| 1822 | 22        |               | Pastorat und Schulhaus                   |
| 1830 | 34        |               | katholisches Pastorat und Schulhaus      |
| 1845 | 27        | 3             | Hofstelle mit kath. Pfarrhaus und Schule |
| 1871 | 44        | 6             | Hofstelle                                |
| 1885 | 56        | 5             | Wohnplatz                                |